# 結城ブレーブス
結城ブレーブス（ゆうきブレーブス）は、1947年から国民野球連盟に参入した日本のプロ野球球団。開幕前の旧名称はグリーンバーグ。

## 歴史
本チーム設立の経緯は他のチームに比べて複雑である。戦後広島駅前に鯉城園の名で知られる遊興産業に携わる企業があり、キャバレーや映画館などを経営していた。この鯉城園が戦後の混乱で広島に帰郷していた元プロ野球選手等を中心に社会人野球チームを結成し、1946年8月には第17回都市対抗野球大会に駒を進めていた。この上京の際、日本野球連盟に加入を認められなかった東京カッブスが鯉城園の田部輝男（田部武雄の従弟）、倉本信護らを勧誘した。この二人は帰郷した後濃人渉、道仏訓、門前眞佐人に声を掛けたがこれを断られたため田部、倉本の二人のみで東京カッブスに入団した。入団後、この二人は東京カッブスの竹内愛一監督の早朝からの飲酒、放蕩、また全く組まれることのない試合日程やグラウンドを使うことがままならず神社の境内で練習するような練習場事情を目の当たりにし、急ぎ再度帰郷し、そこでチーム事情の改善のため濃人、道仏を口説き東京カッブスに入団させた。その後間もなく竹内監督がその不行跡のため追放された。その際濃人が元西鉄軍監督の石本秀一を説得し監督に迎えた。この時点で東京カッブス旗揚げからの選手は林直明と相撲取りだけとなった。運転資金も底を突きかけたためこの時点で主力となった鯉城園の選手を中心にチームの再建を図り広島市で練習を積んだ。この間石本は金策のために苦心していた。なお広島鯉城園の選手の内、前述の田部、倉本、濃人、道仏、門前らはこの新チームに参加したが平桝敏男、広田修三、岩本信一らは参加しなかった。
この年の秋、チーム名をグリーンバーグと改名。これは戦前の大リーグの本塁打王・ハンク・グリーンバーグの名前からつけたもの。スポンサーは藤代藤太郎の経営する「日本産業自動車」という町工場であったが、略称を「ニッサン自動車」と呼んだ。このため「日産自動車」とは無関係なのだが、濃人、道仏は日産自動車と勘違いして入団契約をしたという。10月、後楽園球場で実業団リーグの川崎いすゞと試合を行う。入場料を取る興行としての試合で日本野球連盟への新規参入を目論むためのパフォーマンスであった。12月には広島で九州遠征帰りの東京巨人軍と練習試合。6対7と惜敗したが堂々と渡り合った。
1947年、年が明けて間もなく「日本産業自動車」が国税局の査察を受ける。工場の資材差押で操業中止に追い込まれ経営が悪化した。しかしスポンサーは何とか続けて国民野球連盟のリーグ戦本格開始前の3月から全国を巡業した。国民野球連盟はリーグ戦の本格開始前であったため、連盟内でチームとしての体裁を整えていたのはグリーンバーグと宇高レッドソックスのみであった。このため、この2チームで全国巡業を行った。既に日本野球連盟の公式戦が始まっていたため、後楽園や西宮などでは試合が出来ず、東京近郊や関西地区の他、東北など地方の小さな町でも興行を行った。客寄せのため土地の実業団チームとも対戦、地方では盛況であった。とくに子供たちが、生まれて初めての職業野球を目を輝かせて見物に来た。「のーにん」「どーぶつ」「もんぜん」と、変わった名前のアナウンスに子供たちも喜んだという。ただし全体的には不入りで興行的には苦しんだ。
間もなくグリーンバーグの経済的苦境がさらに深刻化。オーナーの藤代藤太郎の野球への情熱も完全に失せた。解散だけは避けたい石本監督と主将・濃人は新たなスポンサー探しに地方巡業から帰京するたび焼け跡の東京を歩き回った。こうして同年の春、石本が見つけてきた茨城県結城町（現結城市）で建築資材販売・府中産業を経営する土手潔にグリーンバーグはチームを譲渡した。土手は石本秀一監督の広島商業時代の教え子で甲子園大会夏春連覇時（1932年、1933年）のメンバー。戦時中、東京・荒川にあった工場が軍需工場に指定されたため資産を蓄え、戦災に備え工場を結城町に移していた。チームも結城町に移り、チーム名も結城ブレーブスと改めた。日本野球連盟の阪急軍（現・オリックス）が同じ年「阪急ブレーブス」と名乗ったが、阪急は最初「阪急ベアーズ」として登録して4月中に「阪急ブレーブス」と登録変更した。このため登録順としては結城の方が数日早く、石本は「ブレーブスの本家はオレだ」と吹聴して廻ったらしい。町内の酒造会社の酒蔵を宿舎とし、専用グラウンドが無いため練習は町内にある住吉神社の境内で行われた。
1947年夏に開幕した国民リーグでは、夏季リーグで30試合中20勝をあげ首位。このうち、12勝を前年に中部日本ドラゴンズ）から移ってきた林直明投手があげて最多勝投手のタイトル獲得。また名古屋軍(中部日本（中日）の前身）時代の1938年に史上初のサヨナラ満塁ホームランを打ったことでも知られる倉本信護がホームラン5本を打って本塁打王を獲得した。秋季リーグでは、21試合中12勝をあげリーグ2位。うち、8勝を林があげた。
しかし同年末、リーグ解散とともにチームは解散した。一部の選手は大塚アスレチックスに合流し未加盟プロ球団の大映野球（ともに現・千葉ロッテマリーンズの前身のひとつ）と1948年1月からの巡業を行ったが、多くの選手はそのまま解雇された。しかし数名は日本野球連盟加盟のチームに復帰。濃人はこの後指導者として中日・ロッテなどのプロ野球チームの監督や社会人野球チームの監督を歴任し、林・門前は大洋（現・横浜DeNAベイスターズ）などの選手として活躍。また道仏は審判として、田部も芝浦工大野球部監督・指導者として活躍した。

## チーム成績・記録
- 1947年夏季リーグ 20勝10敗 勝率.667 1位/4チーム
- 最多勝投手 林直明
- 最多本塁打 倉本信護
- 1947年秋季リーグ 12勝7敗2分 勝率.632 2位/4チーム

## スポンサー
- 日本産業自動車（1947年シーズン前）……自動車部品製造
- 府中産業（1947年夏季・秋季）……建築資材販売

## ユニフォームの変遷
- グリーンバーグ……全身国防色と呼ばれるカーキ色。
- ブレーブス……全身国防色と呼ばれるカーキ色。向かって右胸にBのマーク。

## エピソード
- 1947年夏、関東での日程を消化した後、国民リーグの4チームは広島から下関、九州地方の興行に出た。ところが契約していた広島の興行師がトンズラ、20日間全試合の興行収入を持って逃げてしまった。旅館の支払いも出来なくなって大塚、結城の二チームは以後3日間、別府の旅館で罐づめとなり送金を待った。旅館の足どめは徹底し"逃亡の恐れあり"と全員一歩も外出を許さなかった。このためみんな海を眺めたり、麻雀や花札をして時間を潰した。選手の一人が退屈しのぎに窓から屋根に這い出した。すると「向こうの部屋で男と女がやってるぞ!」というと全員が色めき立ち、パンツやステテコ姿で総勢30名のほとんどが屋根に這い出した。暑いので男女は窓を全開し全裸で組んずほぐれつ熱闘していた。固唾を呑んで一同は見物した。大男が30人もひしめいたため屋根が妙な音を立てた。番頭が外へ飛び出し「こらあ!おまえらなにばしようると!!」と怒鳴った。代表者の横沢三郎が呼び出され油を絞られた。「ばかやろうどもが。国民リーグの名折れじゃないか」「それで、謹厳な石本さん（石本秀一）がみんなを怒鳴りつけたんだろう?」「いえ、そりゃ出来ないですよ。石本さんも屋根の上にいたんです」

## 特記事項
- 大相撲力士が3名転向、加入している（高砂部屋佐多岬・竜ヶ崎・銚子海。当時の選手名鑑には前田山部屋とある）。

## 所属選手・監督
※（）は前所属球団
- 石本秀一（阪神軍）……監督。背番号30。のち広島カープ監督。
- 小柳譲……投手。背番号1。米国・ハワイ州出身。日系二世。
- 林直明（中部日本）……投手。背番号12。1948年金星スターズに入団。のち大洋ホエールズ入団。
- 井上亀明……投手。背番号13。米国出身。
- 杉山昇治……投手。背番号20。スポンサーの社会人野球、府中産業より入団。
- 柴田一三……投手。背番号21。米国出身。
- 松岡繁樹……捕手・内野手。背番号2。広陵中学出身。
- 中山唯雄……捕手。背番号7。大相撲高砂部屋出身。四股名は竜ヶ嵜。公式戦では一度もマスクを被っていない。
- 門前眞佐人（阪神軍）……捕手。広陵中学出身、阪神軍退団後広島鯉城園を経て東京カッブスより入団。1948年大塚アスレチックスに移籍。同年金星スターズに入団。のち広島カープに入団。
- 藤原義登……捕手。専修大学出身。
- 早瀬猛（阪急軍）……内野手。背番号6。引退後は競艇選手となる。（登録名・早瀬薫平）[1]
- 坂田保……内野手。背番号8。
- 濃人渉（西鉄軍）……内野手。背番号15。西鉄軍退団後は広島鯉城園を経て東京カッブスより入団。1948年金星スターズに入団。のち中日、ロッテ監督。
- 道仏訓……内野手。背番号16。呉港中学出身。のちパ・リーグ審判。
- 萩本伊三武……内野手・外野手。一宮中学出身。1950年広島カープに入団。
- 倉本信護（金鯱軍→応召）……外野手。広陵中学出身。復員後国鉄広島鉄道局岡山管理部、広島鯉城園を経て東京カッブスより入団。背番号17。1947年夏季リーグ本塁打王。退団後は山藤商店を初めとした社会人野球で45歳頃まで現役を続けた。
- 中尾正巳……外野手。背番号3。サクラメント生まれの日系二世。一時帰国し、少年期を広島市で過ごす。広島市商業学校卒業後、再渡米。戦後帰国し、広島鯉城園を経て入団。
- 清水博……外野手。背番号5。広陵中学出身。
- 田部輝男……外野手・内野手・投手。背番号18。立教大学出身。広島鯉城園を経て東京カッブスより入団。山藤商店、古沢建設を経て1950年西日本パイレーツに入団。
- 新田茂夫……外野手。背番号19。高田中学出身。